# Maxey-sur-Meuse
Maxey-sur-Meuse é uma comuna francesa na região administrativa de Grande Leste, no departamento de Vosges. Estende-se por uma área de 10,77 km². Em 2010 a comuna tinha 225 habitantes (densidade: 20,9 hab./km²).